# Cascades
Cascades er en bjergkæde, der går fra Canada i nord og til Californien sydpå. Cascades huser blandet andet vulkanerne Mount Rainier, Mount St. Helens og Mount Baker.